# Sam Griffiths
Sam Griffiths (27 de maio de 1972) é um ginete australiano, especialista no CCE, medalhista olímpico por equipes na Rio 2016.

## Carreira
Sam Griffiths na Rio 2016 competiu no CCE por equipes, conquistando a medalha de bronze montando Paulank Brockagh, ao lado de Shane Rose, Stuart Tinney e Chris Burton. 